# CA Palermo
CA Palermo is een Argentijnse sportclub uit de hoofdstad Buenos Aires. Buiten voetbal wordt er ook volleybal, boogschieten, rolschaatsen en vechtsport aangeboden.
De club werd in 1914 opgericht. In 1919 promoveerde de club naar de hoogste klasse, maar speelde daar het seizoen niet uit. Van 1923 tot 1926 speelde de club wel in de hoogste klasse. In 1931 speelde de club opnieuw in de hoogste klasse van de amateurcompetitie, datzelfde jaar werd ook de profcompetitie ingevoerd. Na twee seizoenen degradeerde de club. In 1933 fuseerde de club met Club Sportivo Palermo en speelde nog twee seizoenen onder de naam Atlético y Sportivo Palermo. Nadat de amateurcompetitie in 1934 opgeheven werd en alle clubs naar de tweede klasse onder de profcompetitie verwezen werden scheidden de wegen van CA en Sportivo opnieuw. Voetbal wordt nog steeds aangeboden door de club maar enkel voor de jeugd.

## Tenue
| 1914–? | 193?-heden |